# Laffly V15
A Laffly V15T egy francia összkerékhajtású tüzérségi vontató volt, melyet a második világháborúban használtak. A Canon de 25 mm AC modèle 1934 páncéltörő löveg vontatására használták. A V15T alváza egy csapatszállító és felderítő jármű alapjául is szolgált, melynek jelölése a V15R volt. A Laffly cég csupán az első 100 V15 vontatót gyártotta, a többi jármű gyártását a La Licorne cég vette át.

## Fordítás
- Ez a szócikk részben vagy egészben  a   Laffly V15 című angol Wikipédia-szócikk ezen változatának fordításán alapul.  Az eredeti cikk szerkesztőit annak laptörténete sorolja fel. Ez a jelzés csupán a megfogalmazás eredetét és a szerzői jogokat jelzi, nem szolgál a cikkben szereplő információk forrásmegjelöléseként.